# Ханибал Хамлин
Ханибал Хамлин (енгл. Hannibal Hamlin; Парис, 27. август 1809 — Бангор, 4. јул 1891) је био амерички политичар који је служио као 15. потпредседник Сједињених Држава у периоду од 1861. до 1865. године, за време мандата председника Абрахама Линколна, током Грађанског рата у Америци. Био је први потпредседник из Републиканске странке.
Пре него што је изабран за потпредседника, Хамлин је био члан Сената, Представничког дома, и кратко као 26. гувернер Мејна.

## Потпредседнички мандат
Хамлин је постао потпредседник 1861. Председника Линколна није упознао све до избора. Мејн је био прва држава на североистоку која је прихватила Републиканску странку, тако да је политички савез Линколна и Хамлина имао смисла у контексту регионалног баланса. Хамлин је такође био добар говорник, и познат као противник робовласништва. Док је служио као потпредседник, Хамлин није имао пуно утицаја у Линколновој администрацији, мада се залагао и за Прокламацију о еманципацији, и за наоружавање црнаца. У јуну 1864, републиканци и „ратне демократе“ су се договорили да формирају Партију националне уније. Иако је Линколн поново номинован, ратни демократа Ендру Џонсон из Тенесија је одабран да замени Хамлина као кандидат за потпредседника. Линколн и Џонсон су изабрани у новембру 1864, а Хамлинов мандат је истекао 4. марта 1865.
Хамлин и Линколн нису били блиски пријатељи, али су имали добар сараднички однос. У то време обичаји у Белој кући нису налагали да потпредседник стално присуствује састанцима кабинета, и Хамлин није уобичајено посећивао Белу кућу.